# Luscinia svecica
El pechiazul (Luscinia svecica) es una pequeña especie de ave paseriforme de la familia Muscicapidae. Muy escondidizo, el pechiazul es muy dado a caminar por el suelo, sobre todo las hembras. Es insectívoro. El macho presenta un característico colorido azul en el pecho.

## Descripción
El pechiazul presenta un tamaño similar al del petirrojo, de entre 13 a 14 cm y alrededor de 20 gramos de peso, de figura esbelta. Sus patas y el pico son muy finos, de color gisáceo oscuro. Los ojos son de color negro.
En su plumaje, como su propio nombre indica la principal característica es una mancha azul que va desde la garganta hasta el pecho, en ocasiones presentando una manchita blanca en medio dependiendo de la subespecie, pero terminando siempre en una fina franja de plumas negras y otra franja más extendida hacia el vientre de color castaño anaranjado. 

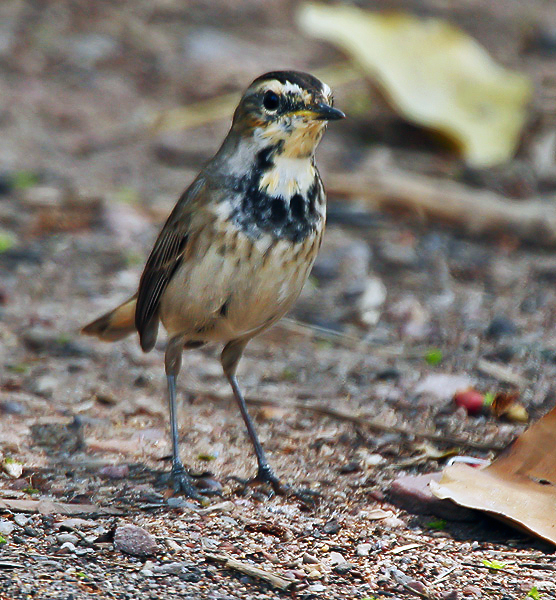
Hembra.

Este pintoresco pecho representa la gran diferencia entre los ejemplares machos y hembras, existiendo por tanto un claro dimorfismo sexual, siendo las hembras mucho menos llamativas y vistosas. En cuanto al resto del plumaje, las partes más claras son primero unas franjitas blanquecinas o amarillentas que suelen estar bien diferenciadas y que van desde la parte superior del pico cruzando sobre los ojos y continuando un poco más su trayectoria, segundo el vientre y finalmente la cara que son de tonos grises y marrones blanquecinos, aunque la cara es bastante menos clara. En cuanto a la cabeza, es marrón de un tono muy oscuro al igual que la espalda y las alas, también oscuras pero algo más claras que la cabeza. Muy característico es también el plumaje de la cola, siendo las puntas de color negro, mientras que las partes superiores de la misma son de color naranja o rojo anaranjado.

## Taxonomía
El pechiazul estuvo clasificado durante mucho tiempo dentro de la familia Turdidae pero que posteriormente fue movida y clasificada en la familia Muscicapidae. La traducción literal de Luscinia svecica (latín) es "el ruiseñor sueco".[cita requerida]
Cuenta con unas 11 subespecies reconocidas en un principio, aunque los expertos no se ponen completamente de acuerdo para certificarlas todas. Algunos ornitólogos consideran que a pesar de existir claras diferencias en el aspecto y plumaje de las diferentes poblaciones del pechiazul, todas ellas son en realidad la misma especie y no es necesario dividirla en diferentes subespecies o cuanto menos no en tantas. No obstante, no son pocos los estudios genéticos que según otros ornitólogos certifican la necesidad de una clasificación más específica.

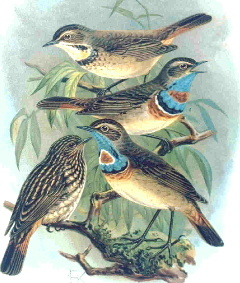
Ilustración donde se observa la diferencia entre dos subespecies.

Las subespecies a priori bautizadas, son las siguientes:
- L. s. abbotti
- L. s. azuricollis
- L. s. cyanecula - Pechiazul de medalla blanca
- L. s. kobdensis
- L. s. lurestanica
- L. s. magna
- L. s. namnetum
- L. s. pallidogularis
- L. s. svecica - Pechiazul de medalla roja
- L. s. tianshanica
- L. s. volgae

## Distribución
El pechiazul se distribuye por latitudes árticas y septentrionales del paleártico, ocupando toda una franja que va desde Escandinavia hasta Asia e incluso Alaska, y localizándose de forma muy fragmentada en los hábitats adecuados de Europa central y occidental, pero sin llegar a superar latitudes inferiores a los 37° N. No así, se trata de una especie de aves migratorias, por lo que suele invernar en el sur de España e Italia, en países del sur de Asia como la India, e incluso en algunas zonas del norte de África.

## Hábitat
En la época de cría habitan la alta montaña, desarrollándose perfectamente sobre los 1000 y 2000 metros de altitud o incluso más. Habita en pantanos o zonas húmedas así como en sus proximidades, en bosques de abedul y sauce, espacios con matorrales como el piorno o el brezo, generalmente en terrenos próximos a praderas abiertas y con cierto grado de humedad o encharcamiento, pero casi siempre con abundante maleza, ya sea cerca de ríos, arroyos o lagunas, pudiendo aparecer también en marismas que presenten una óptima vegetación durante la migración e invernada.

## Nutrición
Es una ave insectívora por lo que básicamente se alimenta de los insectos que atrapa, generalmente desde los claros o posaderos de zonas encharcadas, concretamente, se alimenta de pequeños coleópteros, insectos acuáticos, dípteros, lepidópteros, así como de larvas, etc., también puede ingerir ciertos frutos de arbustos silvestres, y en otoño consume algunas semillas.

## Voz
Multimedia: Oír el canto de Luscinia svecica
Presenta un trino extenso, agudo y melodioso, siendo variado aunque no demasiado elaborado. En ocasiones emite un canto imitativo. El pechiazul canta sobre todo por la mañana temprano y cuando empieza a oscurecer. La voz de alerta suena como una especie de tac penetrante. Su canto es más variado y complejo cuando no tiene un objetivo funcional, como dirigirse a un rival o aparearse.

## Reproducción

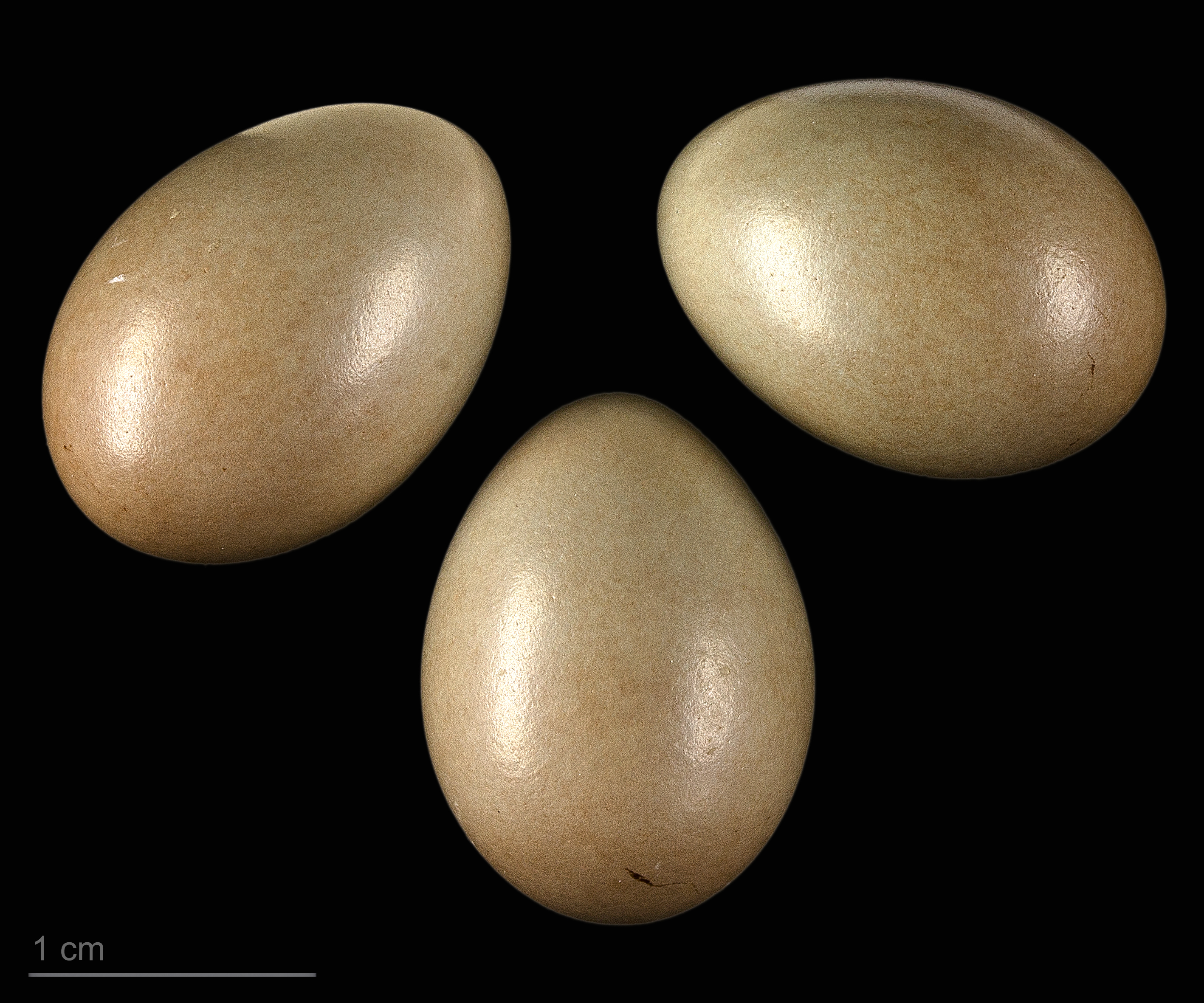
Luscinia svecica namnetum - MHNT

Nidifican en laderas de sierras y montañas construyendo el nido en el suelo usualmente no lejos del agua. En general anidan bajo un arbusto o próximos a la base de este, también entre la densa vegetación. A mediados de mayo se produce la puesta, que consta de unos 5 o 7 huevos de color verde en tono azulado con manchas o finas motas rojizas. Tras la incubación que dura unas dos semanas y que es realizada conjuntamente en turnos entre la madre y el padre, nacen los pollos, los cuales pueden volar al mes de salir del huevo.

## Población
Según los estudios realizados por BirdLife International en el año 2000, la población de esta especie en Europa podría estar entre las 880 000 y 2 400 000 parejas. Mientras que la población de pechiazul que cría en España se estima que podría ser alrededor de unas 9000 o 12 800 parejas, según F. Purroy en 1997. Aunque durante la invernación el número de estas aves aumenta considerablemente en España.